# 박철규 (아나운서)
박철규(본래 양력 1991년 12월 19일 양띠 음력 1991년 11월 14일 양띠 ~ ) KBS 50기 아나운서다.

## 학력
- 경희대학교 호텔경영학과 학사

## 경력
- 2018년 ~ 2020년 : KBS 안동 프리랜서 아나운서
- 2020년 ~ 2022년 : KNN 아나운서
- 2023년 2월 13일 ~ 2024년 9월 30일 : KBS 50기 공채 아나운서 - KBS 전주 근무
- 2024년 10월 1일 ~ 현재 : KBS 50기 공채 아나운서 - KBS 복귀

## 진행

### 현재

#### TV
- KBS 2TV 《누가누가 잘하나》 남성 MC - 2025년 1월 9일 ~ 현재
- KBS 1TV 《바다 건너 사랑》 남성 MC - 2025년 6월 29일 ~ 현재
- KBS 1TV 《아침마당》 남성 MC - 2025년 8월 4일 ~ 현재

### 과거

#### TV
- KNN TV 《KNN 생방송 투데이》 남성 MC - 2020년 4월 20일 ~ 2021년 3월 26일
- KNN TV 《평일 KNN 뉴스아이》 남성 앵커 - 2021년 3월 29일 ~ 2022년 12월 30일
- KNN TV 《KNN 뉴스투데이》 앵커 - 2022년 10월 4일 ~ 2022년 12월 30일
- SBS TV 《고향이 보인다》 남성 MC
- KBS 전주 1TV 《투데이 전북》 MC - 2023년 2월 27일 ~ 2024년 9월 25일
- KBS 전주 1TV 《생생 3도》 MC
- KBS 전주 1TV 《월요일 ~ 목요일 KBS 뉴스 7 전북》 남성 앵커 - 2023년 2월 27일 ~ 2024년 9월 26일
- KBS 2TV 《아이 러브 스포츠》 임시 MC - 2024년 10월 28일 ~ 2024년 10월 31일
- KBS 1TV 《평일 KBS 뉴스광장 - 잇슈 컬처》 임시 서브 앵커 - 2024년 11월 4일 ~ 2024년 11월 5일, 2024년 11월 11일
- KBS 2TV 《KBS 아침뉴스타임》 임시 앵커 - 2024년 12월 26일 ~ 2024년 12월 27일, 2025년 5월 2일, 2025년 5월 7일
- KBS 1TV 《2025 설날 장사 씨름 대회》 캐스터 - 2025년 1월 26일 ~ 2025년 1월 27일
- KBS 1TV 《2025 KBS 창작동요대회》 남성 MC - 2025년 5월 5일
- KBS 2TV 《무엇이든 물어보세요》 임시 MC - 2025년 6월 23일 ~ 2025년 6월 24일
- KBS 1TV 《평일 KBS 뉴스광장》 서브 앵커 - 2024년 12월 2일 ~ 2025년 8월 1일

#### 라디오
- KBS 전주 1라디오 《전주 뉴스》 앵커
- KBS 클래식 FM 《당신의 밤과 음악》 임시 DJ - 2024년 12월 14일 ~ 2025년 1월 2일
- KBS 제1라디오 《토요일 오늘 아침 1라디오》 DJ - 2025년 4월 26일 ~ 2025년 8월 9일

## 출연

### 현재

#### TV
- KBS 1TV 《TV비평 시청자데스크 - 시청자의 눈》 남성 패널 - 2024년 12월 8일 ~ 현재
- KBS 1TV 《금요일 아침마당 - 행복한 금요일 쌍쌍파티》 패널 - 2025년 5월 16일 ~ 현재

### 과거

#### TV
- KBS 2TV 《사장님 귀는 당나귀 귀》 출연 - 2024년 11월 24일 ~ 2024년 12월 1일
- KBS 1TV 《특별 생방송 2025 새날 마중》 리포터 - 2024년 12월 31일 ~ 2025년 1월 1일
- KBS 1TV 《아침마당 - 흥 많고 끼 많은 KBS 신입 아나운서를 소개합니다》 - 2025년 1월 13일
- KBS 1TV 《TV쇼 진품명품》 출연 - 2025년 1월 26일
- KBS 2TV 《화요일 무엇이든 물어보세요》 임시 남성 패널 - 2025년 6월 3일

#### 라디오
- KNN 러브 FM 《이해리의 온나라디오 - 이 드라마 뭔가요》 게스트

## 참고 사항
- 《내일은 미스터트롯》에 참가했다가 예선에서 탈락한 적이 있다.